# World Oshu Kai Okinawa Shorin-Ryu Karate Do Kobudo Federation
World Oshu Kai Okinawa Shorin-Ryu Karate Do Kobudo Federation (W.O.F.) – światowa organizacja założona w 1993 roku przez okinawskiego mistrza karate i kobudō – Kenyu Chinen.
Organizacja zarejestrowana jest w Prefekturze Okinawy (Japonia), jej siedziba i główne Dojo znajduje się w tradycyjnym kompleksie Mura-Saki-Mura w Yomitan (Okinawa-Japonia). W organizacji uprawiane są dwie szkoły walki z Okinawy: Okinawa Shorin-Ryu Karate oraz Okinawa Kobudō.
Sensei Kenyu Chinen – 10 dan był bezpośrednim uczniem mistrzów: Choshina Chibany, Shuguro Nakazato i Katsuya Miyahiry z zakresu Shorin-Ryu oraz Shinpou Matayoshi z zakresu kobudō. Prezydent World Oshukai Okinawa Shorin-Ryu Karate Kobodo Federation zmarł 30.09.2024 w szpitalu w Nago na Okinawie.
Obecnie organizacja zrzesza ponad 20 państw z obu Ameryk, Azji, Europy i Afryki. Organizacja ściśle współpracuje z innymi tradycyjnymi organizacjami z Okinawy. Słowo „Oshu Kai” oznacza „stowarzyszenie królewskich ćwiczeń” i określa tylko nazwę organizacji.
Przedstawicielem W.O.F. w Polsce jest sensei Aleksander Staniszew – 9 dan, pełniący funkcję sekretarza generalnego.